# Corçà
Corçà – gmina w Hiszpanii, w prowincji Girona, w Katalonii, o powierzchni 15,99 km². W 2011 roku gmina liczyła 1279 mieszkańców.